# Willum Nielsen
Willum Nielsen va ser un ciclista danès que va competir com amateur. Del seu palmarès destaca la medalla de plata als primers Campionats del món en ruta l'any 1922 per darrere del suec Gunnar Sköld.